# Natalia Natalia
Natalia Natalia es una película de suspenso policial y crimen argentina de 2022 dirigida por Juan Bautista Stagnaro. Narra la historia de una mujer que decide iniciar por voluntad propia una investigación sobre la misteriosa muerte de su exmarido, lo cual le traerá varios inconvenientes con gente poderosa. Está protagonizada por Sofía Gala Castiglione, Diego Velázquez, Valentina Bassi, Demián Salomón, Tony Lestingi y Leonardo Saggese. La película se estrenó el 24 de noviembre de 2022 en las salas de cines de Argentina.

## Sinopsis
Cuenta la historia de Silvia Monteferrante, una joven profesora de literatura que comienza a investigar las circunstancias de la muerte de su exmarido, quien era un subinspector de la policía bonaerense. Sin embargo, Silvia desconoce que su exmarido formaba parte de una organización secreta que administraba unos fondos económicos que mantenían ocultos dentro de la propia Policía. En razón de esto, Silvia se convertirá en el blanco de gente peligrosa que la perseguirá con el fin de encontrar estos fondos.

## Reparto
- Sofía Gala Castiglione como Silvia Monteferrante
- Diego Velázquez como el «Griego»
- Valentina Bassi como Lola Rembado
- Demián Salomón como César Parodi
- Tony Lestingi como Comisario Molinari
- Luis Longhi como «Tri Tri»
- Carla Pollacchi como Romero
- Gustavo Pardi como Oficial Mariani
- Leonardo Saggese como Osvaldo
- Martín Urbaneja como Di Pasquo

## Recepción

### Comentarios de la crítica
En el sitio web Todas las críticas, la película posee una aprobación del 61% basado en 17 reseñas. Horacio Bernades de Página/12 manifestó que se trata «una película fallida» por ser «carente de tensión», «el guion tiene apenas un par de sorpresas» y «otro problema es el casting». Ezequiel Boetti de Otros cines señaló que «con una factura técnica prolijísima, Natalia Natalia fluye con naturalidad, sin apremios», aunque precisó que «el problema es que por momentos esa cuestión hace que relato carezca de tensión», sin embargo, elogió la actuación de los protagonistas asegurando que «Gala Castiglione y Velázquez son dos intérpretes capaces de darle verosimilitud y carnadura a cualquier personaje».
En una reseña para Escribiendo cine, Emiliano Basile escribió que un «punto a favor de Natalia Natalia es la enorme actuación de sus protagonistas; tanto Sofía Gala como Diego Velázquez le dan naturalidad a sus personajes haciendo de sus escenas en conjunto momentos cargados de tensión y ambigüedad». Pedro Squillaci de La Capital valoró la interpretación de Gala Castiglione describiendo que en su papel está «cada vez más actriz, lo resuelve de manera sólida, sin subrayados; sus gestos precisos y expresivos son suficientes para hacer foco en una persona que huele a podrido en la policía bonaerense y no está dispuesta a mirar para otro lado».

### Premios y nominaciones
| Lista de premios y nominaciones | Lista de premios y nominaciones            | Lista de premios y nominaciones | Lista de premios y nominaciones | Lista de premios y nominaciones | Lista de premios y nominaciones |
| Año                             | Organización                               | Categoría                       | Nominado/a(s)                   | Resultado                       | Ref(s)                          |
| ------------------------------- | ------------------------------------------ | ------------------------------- | ------------------------------- | ------------------------------- | ------------------------------- |
| 2022                            | Premios Sur                                | Mejor actriz                    | Sofía Gala Castiglione          | Nominada                        | [ 10 ]                          |
| 2023                            | Festival Internacional de Cine de Marsella | Mejor actriz                    | Sofía Gala Castiglione          | Ganadora                        | [ 11 ]                          |